# リッツィーコニ
リッツィーコニ（イタリア語: Rizziconi）は、イタリア共和国カラブリア州レッジョ・カラブリア県にある、人口約7,800人の基礎自治体（コムーネ）。

## 地理

### 位置・広がり

#### 隣接コムーネ
隣接するコムーネは以下の通り。
- チッタノーヴァ
- メリクッコ
- ジョイア・タウロ
- オッピド・マメルティーナ
- ロザルノ
- セミナーラ
- タウリアノーヴァ

## 行政

### 分離集落
リッツィーコニには、以下の分離集落（フラツィオーネ）がある。
- Drosi, Cannavà, Cirello, Spina, Russo